# 21 juin en sport
21 mai 21 juillet
Chronologies thématiques
- Croisades
- Ferroviaires
- Disney

Le 21 juin (172e jour de l'année ou 173e en cas d'année bissextile) en sport.

## Événements

### XXesièclede1901à1950
- 1907 :
  - (Golf) : le Français Arnaud Massy gagne le British Open de golf à Hoylake.
- 1917 :
  - (Football) : FC Winterthur remporte le Championnat de Suisse.
- 1925 :
  - (Sport automobile) : victoire de Gérard de Courcelles et André Rossignol aux 24 Heures du Mans.
- 1930 :
  - (Sport automobile) : départ de la huitième édition des 24 Heures du Mans.
- 1931 :
  - (Sport automobile) : victoire de Louis Chiron et Achille Varzi au Grand Prix automobile de France.
- 1936 (Sport automobile) : victoire de Tazio Nuvolari au Grand Prix automobile de Hongrie.

### XXesièclede1951à2000
- 1953 :
  - (Sport automobile) : victoire de Alberto Ascari au Grand Prix automobile de Belgique.
- 1958 :
  - (Sport automobile) : départ de la vingt-sixième édition des 24 Heures du Mans.
- 1959 :
  - (Sport automobile) : victoire de Carroll Shelby et Roy Salvadori aux 24 Heures du Mans.
- 1964 :
  - (Sport automobile) : victoire de Jean Guichet et Nino Vaccarella aux 24 Heures du Mans.
- 1969 :
  - (Formule 1) : Grand Prix automobile des Pays-Bas.
- 1970 :
  - (Formule 1) : Grand Prix automobile des Pays-Bas.
- 1981 :
  - (Formule 1) : Grand Prix automobile d'Espagne.
- 1987 :
  - (Formule 1) : Grand Prix automobile de Détroit.
- 1997 :
  - (Basket-ball féminin) : Match inaugural de la WNBA[1]

### XXIesiècle
- 2009 :
  - (Formule 1) : Grand Prix de Grande-Bretagne.
- 2015 :
  - (Compétition automobile /Formule 1) : victoire de Nico Rosberg au Grand Prix d'Autriche.
  - (Cyclisme sur route) : victoire de Simon Špilak au Tour de Suisse.
  - (Golf) : victoire de Jordan Spieth à l'US Open.
  - (Tennis) : victoire de Roger Federer au tournoi de Halle.
  - (Tennis) : victoire d'Angelique Kerber au tournoi de Birmingham.
- 2016 :
  - (Escrime /Championnats d'Europe) : en finale de l'épée masculine, victoire du Français Yannick Borel et en finale du fleuret féminin, victoire de l'Italienne Arianna Errigo.
- 2023 :
  - (Jeux européens) : début de la 3e édition des Jeux européens qui a lieu à Cracovie en Pologne jusqu'au 2 juillet 2023[2].

## Naissances

### XIXesiècle
- 1851 : 
  - Frederick Green, footballeur anglais. (1 sélection en équipe nationale). († 6 juillet 1928).
- 1862 : 
  - Bruno Götze, cycliste sur piste allemand. († 28 mai 1913).
- 1866 :
  - Lena Rice, joueuse de tennis irlandaise. Victorieuse du Tournoi de Wimbledon 1890. († 21 juin 1907).
- 1870 :
  - Billy McCutcheon, joueur de rugby à XV gallois. (7 sélections en équipe nationale). († 3 juillet 1870).
- 1882 :
  - Adrianus de Jong, sabreur et épéiste néerlandais. Médaillé de bronze du sabre par équipes et de l'épée par équipes aux Jeux de Stockholm 1912, médaillé de bronze du sabre individuel et par équipes aux Jeux d'Anvers 1920 puis médaillé de bronze du sabre par équipes aux Jeux de Paris 1924. Champion du monde d'escrime du sabre individuel 1922 et 1923. († 23 décembre 1966).
- 1889 : 
  - Ralph Craig, athlète de sprint américain. Champion olympique du 100 et 200m aux Jeux de Stockholm 1912. († 21 juillet 1972).

### XXesièclede1901à1950
- 1903 : 
  - Hermann Engelhard, athlète de demi-fond et de sprint allemand. Médaillé d'argent du relais 4×400m et médaillé de bronze du 800m aux Jeux d'Amsterdam 1928. († 6 janvier 1984).
- 1905 : 
  - Jacques Goddet,  journaliste sportif français. Directeur du Tour de France de 1937 à 1988. Fondateur du journal L'Équipe en 1946. († 15 décembre 2000).
- 1908 : 
  - Marjorie Gladman, joueuse de tennis américaine. († 9 novembre 1999).
- 1915 :
  - Jean Bastien, footballeur français. (4 sélections en équipe de France). († 8 avril 1968).
- 1916 : 
  - Bud O'Connor,  hockeyeur sur glace canadien. († 24 août 1977).
- 1920 : 
  - Hans Gerschwiler, patineur artistique individuel suisse. Médaillé d'argent en individuel aux Jeux de Saint-Moritz 1948. Champion du monde de patinage artistique individuel 1947. Champion d'Europe de patinage artistique individuel 1947.
  - Jack Matthews,  joueur de rugby à XV gallois. Vainqueur du Tournoi des cinq nations 1947 et du Grand Chelem 1950. (17 sélections en équipe nationale). († 18 juillet 2012).
- 1924 : 
  - Max McNab,  hockeyeur sur glace puis entraîneur canadien. († 2 septembre 2007).
- 1925 : 
  - Sadok Bahri, boxeur de poids léger tunisien. († 13 mars 1996).
- 1926 : 
  - Armand Seghers, footballeur belge. (11 sélections en équipe nationale). († 15 mars 2005).
- 1930 : 
  - Bellini, footballeur brésilien. Champion du monde de football 1958 et 1962. (51 sélections en équipe nationale). († 20 mars 2014).
- 1940 :
  - Miguel Loayza, footballeur péruvien. Vainqueur de la Coupe des villes de foires 1960. (7 sélections en équipe nationale). († 19 octobre 2017).
- 1941 :
  - Luis García, basketteur uruguayen.
- 1942 : 
  - Seiji Aochi, sauteur à ski japonais. Médaillé de bronze du petit tremplin aux Jeux de Sapporo 1972. († 14 août 2008).
  - Lionel Rose, boxeur australien. Champion du monde poids coqs de boxe du 27 février 1968 au 22 août 1969. († 8 mai 2011).
- 1943 : 
  - Léopold de Bavière, pilote de rallye automobile et d'endurance allemand.
- 1945 : 
  - Jacques Rougerie, joueur de rugby à XV français. († 12 août 2023).
- 1946 :
  - Per Eklund, pilote de rallye automobile et de rallye-cross suédois.
- 1948 :
  - Jovan Aćimović, footballeur yougoslave puis serbe. (55 sélections en équipe nationale).
- 1950 : 
  - Ron Low, hockeyeur sur glace puis entraîneur canadien.

### XXesièclede1951à2000
- 1951 :
  - Alan Hudson, footballeur anglais. (2 sélections en équipe nationale).
- 1955 :
  - Michel Platini, footballeur puis entraîneur et dirigeant sportif français. Champion d'Europe de football 1984. Vainqueur de la Coupe des clubs champions 1985 puis de la Coupe d'Europe des vainqueurs de coupe 1984. (72 sélections en équipe nationale). Sélectionneur de l'équipe de France de 1988 à 1992 puis membre et Président de l'UEFA de 2007 à 2015.
- 1957 :
  - Lucien Deblois, hockeyeur sur glace canadien.
- 1959 :
  - Tom Chambers, basketteur américain.
- 1961 :
  - Bertrand Fabi, pilote de courses automobile canadien. († 22 février 1986).
- 1962 :
  - Yvon Madiot, cycliste sur route et coureur de cyclo-cross puis directeur sportif français.
- 1964 :
  - Patrice Bailly-Salins, biathlète français. Médaillé de bronze du relais 4×7,5km aux Jeux de Lillehammer 1994. Champion du monde de biathlon du sprint 10km 1995.
- 1970 :
  - Brian Davis, basketteur américain.
- 1972 :
  - Nobuharu Asahara, athlète de sprint japonais. Médaillé de bronze du relais 4×100m aux Jeux de Pékin 2008.
- 1973 :
  - Pascal Rhéaume, hockeyeur sur glace canadien.
- 1974 :
  - Craig Lowndes, pilote de courses automobile d'endurance australien.
  - Flavio Roma, footballeur italien. (3 sélections en équipe nationale).
- 1977 :
  - Rémi Giuitta, entraîneur de basket-ball français.
- 1978 :
  - Ignacio Corleto, joueur de rugby à XV argentin. (68 sélections en équipe nationale).
- 1980 :
  - Richard Jefferson, basketteur américain. Médaillé de bronze aux Jeux d'Athènes 2004. (13 sélections en équipe nationale).
  - Gerard de Rooy, pilote de rallye-raid camion néerlandais. Vainqueur du Rallye Dakar 2012 et 2016.
- 1981 :
  - Yann Danis, hockeyeur sur glace canadien.
  - Simon Delestre, cavalier de sauts d'obstacles français. Médaillé d'argent du sauts d'obstacles par équipes aux Mondiaux de jeux équestres 2014.
  - Christian Montanari, pilote de courses automobile saint-marinais.
- 1982 :
  - Soane Tonga'uiha, joueur de rugby à XV tongien. Vainqueur du Challenge européen 2009. (18 sélections en équipe nationale).
- 1985 :
  - Anthony Terras, tireur du skeet français. Médaillé de bronze aux Jeux de Pékin 2008.
- 1986 :
  - Thomas Gamiette, footballeur français.
- 1987 :
  - Anthony Goods, basketteur américain.
- 1988 :
  - Vasko Ševaljević, handballeur monténégrin. (30 sélections en équipe nationale).
  - Thaddeus Young, basketteur américain.
- 1989 :
  - Demonte Harper, basketteur américain.
- 1990 :
  - Ričardas Berankis, joueur de tennis lituanien.
  - Chad Ho, nageur en eau libre sud-africain. Champion du monde de natation du 5 km en eau libre 2015.
  - François Moubandje, footballeur helvético-camerounais. (18 sélections en équipe nationale).
  - Mahamadou N'Diaye, footballeur malien. (17 sélections en équipe nationale).
  - Marc Trasolini, basketteur canado-italien.
  - Scott Wood, basketteur américain.
  - Paweł Zatorski, volleyeur polonais. Champion du monde masculin de volley-ball 2014 et 2018. (113 sélections en équipe nationale).
- 1991 :
  - Jake Ball, joueur de rugby à XV gallois. (46 sélections en équipe nationale).
  - Céline Ferer, joueuse de rugby à XV française. (18 sélections en équipe de France).
  - Gaël Kakuta, footballeur franco-congolais. (2 sélections avec l'équipe de République démocratique du Congo).
  - Pablo, footballeur brésilien.
- 1993 :
  - Dylan Groenewegen, cycliste sur route néerlandais.
- 1994 :
  - Laure Sansus, joueuse de rugby à XV française. Victorieuse du Tournoi des Six Nations féminin 2016. (14 sélections en équipe de France).
- 1995 :
  - Lester Etien, joueur de rugby à XV français.
  - Jesper Karlström, footballeur suédois.
  - Luke Mathews, athlète de demi-fond australien.
- 1996 :
  - Léa Lemare, sauteuse à ski française.
- 1997 :
  - Darcy Graham, joueur de rugby à XV écossais. (16 sélections en équipe nationale).
  - Ferdinand Habsburg, pilote de courses automobile autrichien.
  - Yohann Magnin, footballeur français.
  - Anthony Polite, basketteur suisse.
- 1998 :
  - Yūgo Tatsuta, footballeur japonais.
- 2000 :
  - Kamil Piątkowski, footballeur polonais.

### XXIesiècle
- 2001 :
  - Simão Bento, joueur de rugby à XV portugais. (10 sélections en équipe nationale).
- 2002 :
  - Răzvan Sava, footballeur roumain.
- 2004 :
  - Anthony Dennis, footballeur nigérian.
- 2005 :
  - Henrique Arreiol, footballeur portugais.
- 2006 :
  - Sindre Walle Egeli, footballeur norvégien.

## Décès

### XXesièclede1901à1950
- 1907 :
  - Lena Rice, 41 ans, joueuse de tennis irlandaise. Victorieuse du Tournoi de Wimbledon 1890. (° 21 juin 1866).
- 1932 : 
  - Major Taylor, 53 ans, cycliste sur piste américain, champion du monde de cyclisme sur piste de la vitesse 1899. (° 26 novembre 1878).

### XXesièclede1951à2000
- 1951 : 
  - Gustave Sandras, 79 ans, gymnaste français. Champion olympique du concours général aux Jeux de Paris 1900. (° 24 février 1872).
- 1956 : 
  - Paul Lebreton, 86 ans, joueur de tennis français. (° 31 mai 1870).
- 1969 : 
  - Maureen Connolly, 34 ans, joueuse de tennis américaine. Victorieuse des US Open 1951, 1952 et 1953, des Tournois de Wimbledon 1952, 1953 et 1954, de l'Open d'Australie 1953, et des Roland Garros 1953 et 1954. (° 17 septembre 1934).
- 1970 :
  - Piers Courage, 28 ans, pilote de F1 britannique. (° 27 mai 1942).
- 1998 : 
  - Al Campanis, 81 ans, joueur de baseball puis directeur sportif américain. (° 2 novembre 1916).

### XXIesiècle
- 2003 : 
  - Roger Neilson, 69 ans, entraîneur de hockey sur glace canadien. (° 16 juin 1934).
- 2014 :
  - Alexandre Chadrine, 25 ans, footballeur ouzbek. (4 sélections en équipe d'Ouzbékistan). (° 4 septembre 1988).
- 2017 :
  - Steffi Martin, 54 ans, lugeuse est-allemande puis allemande. Championne olympique en individuelle aux Jeux de Sarajevo 1984 et aux Jeux de Calgary 1988. (° 17 septembre 1962).